# The Flight of the Gossamer Condor
The Flight of the Gossamer Condor ist ein US-amerikanischer Dokumentarfilm von Ben Shedd aus dem Jahr 1978, der für und mit dem Film gemeinsam mit seiner damaligen Frau Jacqueline M. Phillips Shedd mit einem Oscar ausgezeichnet wurde.

## Handlung
Der Film zeigt die Entwicklung des ersten manövrierbaren, mit reiner Menschenkraft betriebenen Fluggerätes. Das Team um Dr. Paul McCready entwarf einen Leichtflieger, dessen Propeller mit Pedalen angetrieben wurde. Der Radrennfahrer Bryan Allen war der Pilot des Gossamer Condor, der den ersten mit Muskelkraft betriebenen Flug absolvierte.

## Veröffentlichung, Hintergrund
Die Premiere des Films fand im Oktober 1978 beim Chicago International Film Festival statt.
Der erste Flug des Gossamer Condor fand am 23. August 1977 auf dem Flughafen von Shafter statt. Bryan Allen flog mit dem Gerät in drei Metern Höhe über eine Distanz von etwas über zwei Kilometern eine liegende Acht. Mit dieser Leistung gewann das Team den 1. Kremer-Preis.
Mit dem Nachfolgemodell Gossamer Albatross flog Bryan Allen am 12. Juni 1979 über den Ärmelkanal. Dabei legte Allen in 2:49 Stunden eine Strecke von 35,8 Kilometern zurück. Belohnung war der 2. Kremer-Preis.

## Auszeichnung
1979 wurde der Film in der Kategorie „Bester Dokumentar-Kurzfilm“ mit dem Oscar ausgezeichnet.